# Новосибірський метрополітен
Новосибірський метрополітен (рос. Новосибирский метрополитен) — система ліній метрополітену у Новосибірську. Відкритий 7 січня 1986 року. Офіційне відкриття відбулось 26 грудня 1985 року. Новосибірський метрополітен є найбільш східним метрополітеном в Росії. Після запуску став першим за Уралом й в Сибіру, а також четвертим в Росії та одинадцятим у колишньому СРСР.

## Лінії метро
У місті діють дві лінії метрополітену з пересадковим вузлом на станціях «Червоний проспект» та «Сибірська».
| Назва лінії | № / колір лінії | Російською  | Введена в експлуатацію | Довжина | Кількість станцій |
| ----------- | --------------- | ----------- | ---------------------- | ------- | ----------------- |
| Ленінська   | 1               | Ленинская   | 1986                   | 10,5 км | 8                 |
| Дзержинська | 2               | Дзержинская | 1987                   | 5,5 км  | 5                 |
| Всього:     | Всього:         | Всього:     | Всього:                | 16 км   | 13                |

## Історія
Питання будівництва метрополітену в місті виникло на початку 1960-х років. У 1962 році в місті народився мільйонний мешканець, в СРСР це було одним з критеріїв претендувати місту на будівництво метро. 1972 року місто відвідав Леонід Брежнєв який ухвалив ідею будівництва метрополітену. У середині 1970-х років проєкт розробляв інститут «Бакметропроєкт» — філія «Метродіпротранса», готовий проєкт був затверджений Радою Міністрів РРФСР у грудні 1978 року. Будівництво розпочалося 12 травня 1979 року на місці майбутньої станції «Жовтнева». У 1980  році почалися роботи на початковій ділянці Дзержинської лінії, пересадковий вузол вирішили будувати одразу з основною лінією, з метою спрощення будівництва та здешевлення робіт. Початкову дільницю «Червоний проспект» — «Студентська» введено в експлуатацію у 1986 році.

## Хронологія розвитку системи
- 7 січня 1986 — відкрита початкова дільниця Ленінської лінії з п'яти станцій та 7,4 км.
- 31 грудня 1987 — відкрита започаткована дільниця Дзержинської лінії з двома станціями.
- 28 липня 1991 — відкрита станція «Площа Маркса».
- 2 квітня 1992 — відкриті дві  станції на Ленінській лінії  «Гагарінська» та  «Заєльцовська».
- 28 грудня 2000 — відкрита станція «Маршала Покришкіна».
- 25 червня 2005 — відкрита станція«Березовий гай».
- 9 лютого 2011 — відкрита станція«Золота нива».

## Станції
Більша частина станцій розташована у правобережній частині міста, на лівому березі лише 2 станції «Студентська» та «Площа Маркса». Всі станції метро в місті мілкого закладення, переважна більшість має острівну платформу, лише станція «Річковий вокзал» має бічні платформи. З початку довжина платформ мала бути 120 м під шестивагонні поїзди, проте через економію коштів платформи були побудовані звичайної для провінційних метрополітенів довжиною — 102 м.

## Ескалатори
Ескалаторами обладнані 7 станцій метрополітену. На станції «Річковий вокзал» встановлено 8 ескалаторів, на станціях «Площа Леніна» та «Сибірська» по 6 ескалаторів, на станціях «Жовтнева», «Площа Гаріна-Михайловського», «Заєльцовська» та «Золота Нива» — по 3 ескалатори.

## Цікаві факти
- Найглибша станція — «Сибірська» (~15 м)
- Найбільша відстань між станціями на перегоні «Річковий вокзал» — «Студентська», 2967 м (більша частина пролягає метромостом).
- Найменша відстань між станціями на перегоні «Гагарінська» — «Заєльцовська», 927 м.

## Новосибірський метроміст
Новосибірський метроміст через Об, довжина якого разом з бічними естакадами становить 2145 м, з них 896 м — руслова частина, є найдовшим метромостом у світі.

## Рухомий склад

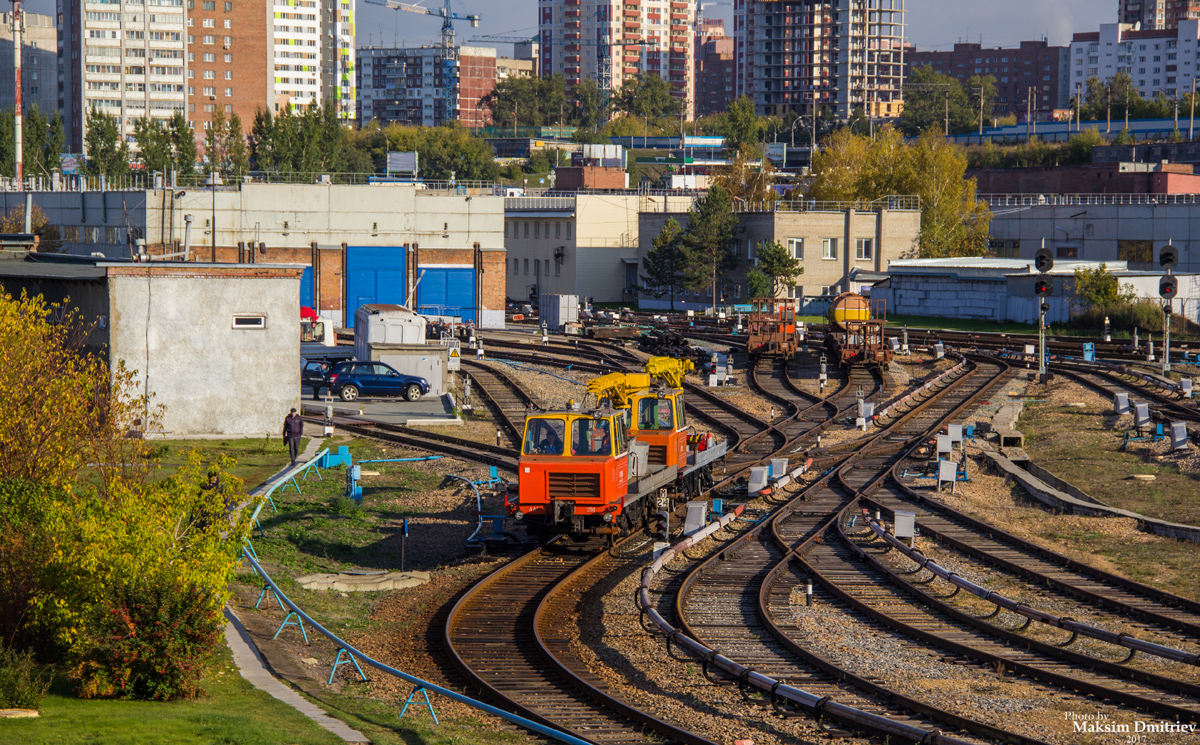
Електродепо ТЧ-1 «Єльцовське»

У метрополітені використовуються чотирьохвагонні поїзди,  що живляться від контактної рейки. Станом на 2018 рік поїзди обох ліній обслуговує єдине в місті електродепо ТЧ-1 «Єльцовське».

## Перспективи
Після відкриття станції «Золота Нива» через відсутність фінансування будівництво метрополітену в місті припинилося. На початок 2019 року не будується жодної нової станції. У випадку отримання фінансування пріоритетним напрямком вважається добудова і відкриття станції «Спортивна», добудова Дзержинської лінії на дві станції у східному напрямку, після цього будівництво станції «Площа Станіславського» на лівобережні частині Ленінської лінії.
У перспективі передбачено будівництво електродепо ТЧ-2 «Волочаєвське», в ході продовження Дзержинської лінії на схід.

## Режим роботи
Метрополітен працює з 06:00 до 00:00.

## Вартість  проїзду
Зміна вартості проїзду у Новосибірському метрополітені:
| Тариф за одну поїздку   | Дата введення     |
| ----------------------- | ----------------- |
| 5 коп.                  | 28 грудня 1985    |
| 15 коп.                 | 2 квітня 1991     |
| 400 руб.                | 23 січня 1995     |
| 800 руб.                | 1 жовтня 1995     |
| 1000 руб.               | 5 квітня 1996     |
| 1200 руб.               | 19 серпня 1996    |
| 1500 руб.               | 1 лютого 1997     |
| 1,50 руб. (деномінація) | 1 січня 1998      |
| 2,00 руб.               | 21 липня 1998     |
| 3,00 руб.               | 17 травня 2000    |
| 4,00 руб.               | 28 листопада 2000 |
| 5,00 руб.               | 10 січня 2002     |
| 6,00 руб.               | 6 січня 2003      |
| 8,00 руб.               | 2 серпня 2004     |
| 10,00 руб.              | 17 січня 2006     |
| 11,00 руб.              | 1 лютого 2007     |
| 12,00 руб.              | 15 березня 2008   |
| 14,00 руб.              | 8 червня 2009     |
| 15,00 руб.              | 1 січня 2011      |
| 18,00 руб.              | 1 лютого 2013     |
| 20,00 руб.              | 25 лютого 2015    |
| 22,00 руб.              | 1 грудня 2018     |
| 25,00 руб.              | 8 грудня 2019     |
| 26,00 руб.              | 15 грудня 2020    |
| 27,00 руб.              | 15 грудня 2021    |
| 30,00 руб.              | 23 грудня 2022    |
| 35,00 руб.              | 23 грудня 2023    |
| 40,00 руб.              | 23 грудня 2024    |

## Галерея

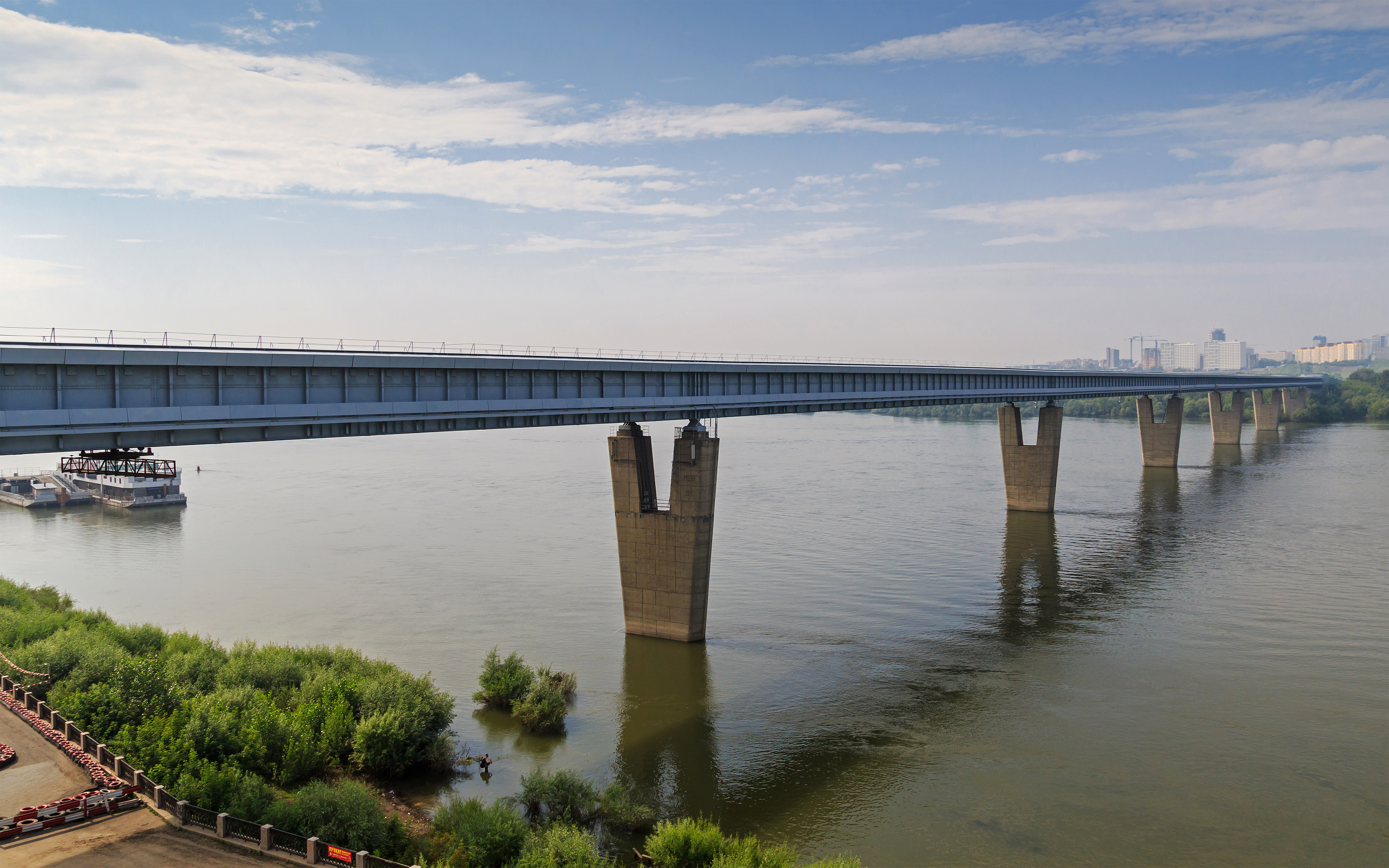
Метроміст через річку Об
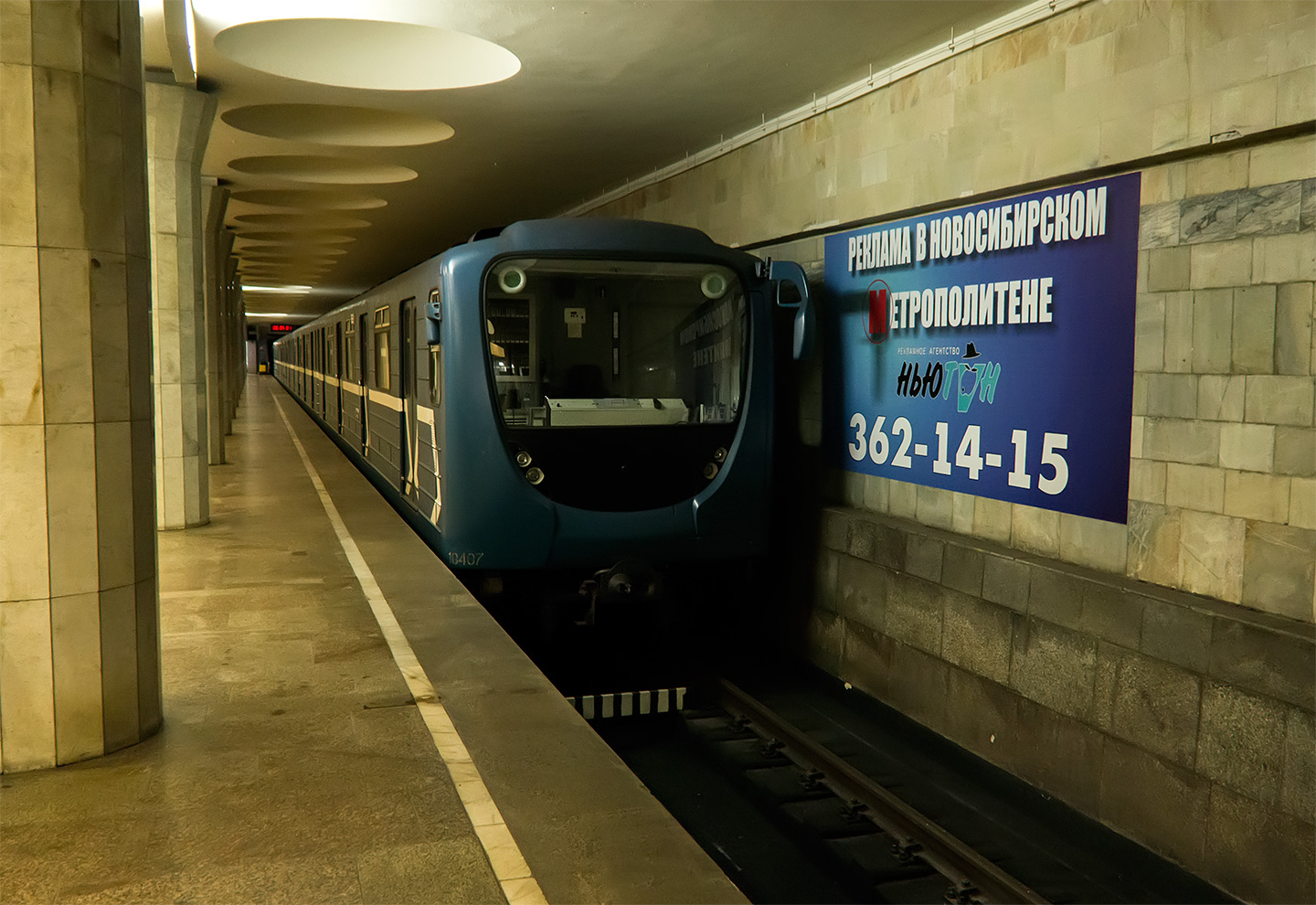
Станція «Площа Гаріна-Михайловського»
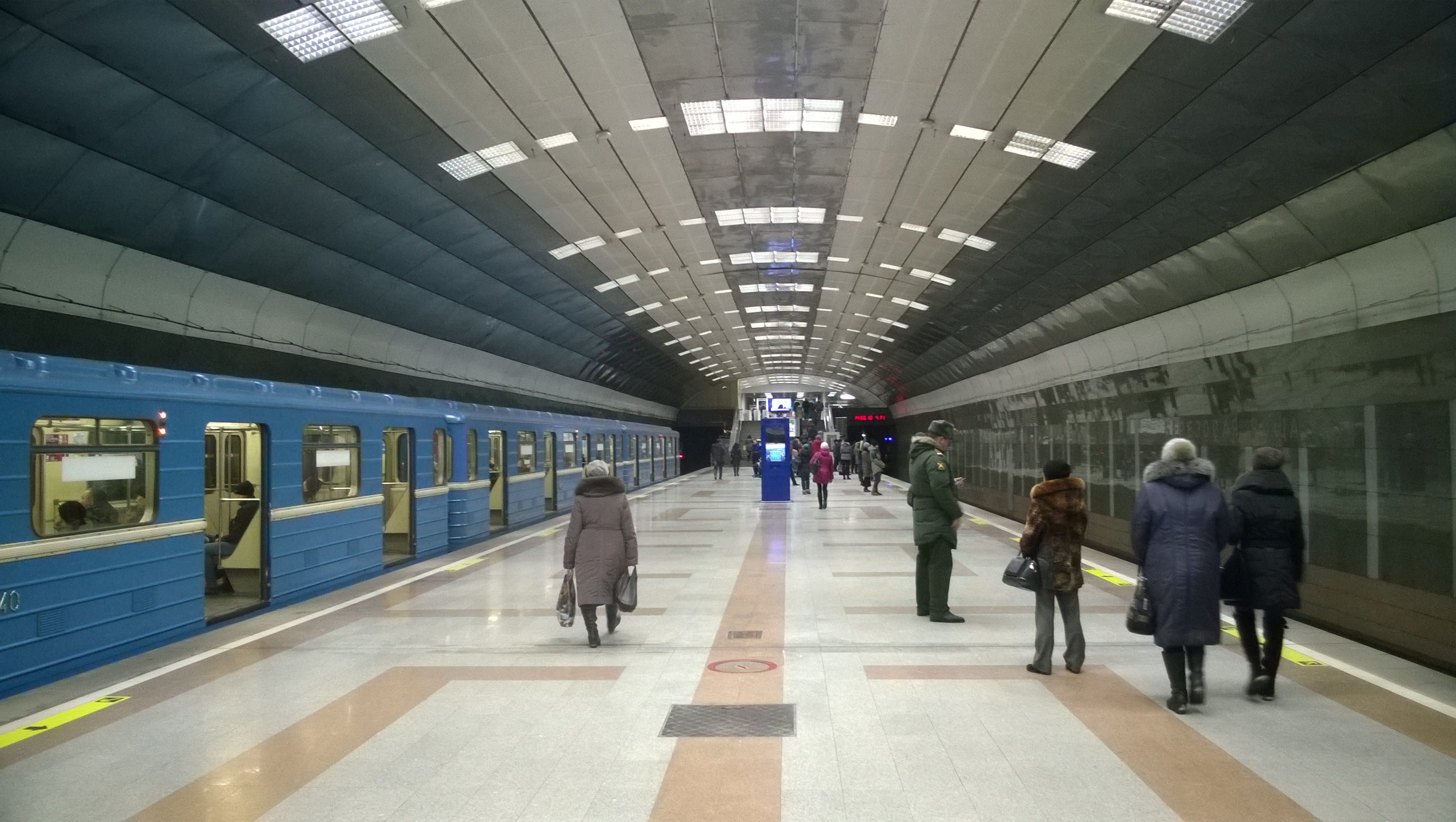
Станція «Березовий гай»